# Rajon Orscha

Rajon Orscha, Karte

Der Rajon Orscha (belarussisch Аршанскі раён; russisch Оршанский район) ist eine Verwaltungseinheit im Südosten der Wizebskaja Woblasz in Belarus mit dem administrativen Zentrum in der Stadt Orscha. Der Rajon hat eine Fläche von 1660 km² und umfasst 263 Ortschaften.

## Geographie
Der Rajon Orscha liegt im Südosten der Wizebskaja Woblasz. Die Nachbarrajone in der Woblast Wizebsk sind im Westen Talatschyn, im Nordwesten Senna, im Norden Ljosna und im Osten Dubrouna.

## Geschichte
Der Rajon Orscha wurde am 17. Juli 1924 gebildet.